# PolyITAN-1
PolyITAN-1 (Polytechnic Institute Technological Automatic Nanosatellite) — перший український наносупутник у форматі CubeSat.

## Загальна інформація
PolyITAN-1 був створений у Київському політехнічному інституті разом із українськими радіоаматорами.

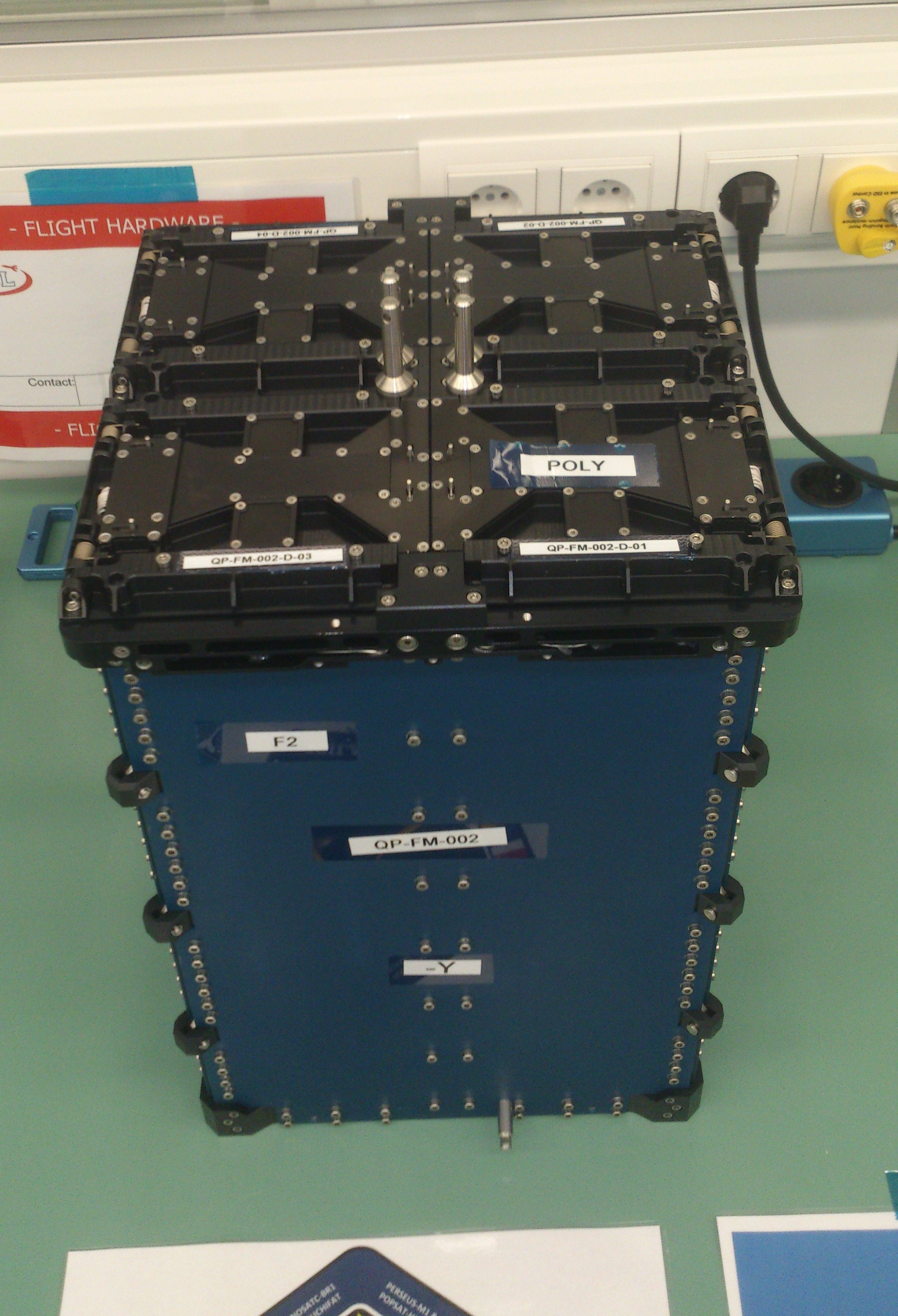
Супутник «КПІ» PolyITAN-1 у пусковому контейнері

Створила супутник група молодих науковців та інженерів теплоенергетичного і радіотехнічного факультетів, факультету електроніки, а також Інституту телекомунікаційних систем НТУУ «КПІ» під керівництвом кандидата технічних наук Бориса Рассамакіна. У складі групи розробників — член ГО «Вікімедіа Україна» Євген Коваленко. Запуск здійснено у рамках міжнародної співпраці КПІ з університетами інших країн: після презентації інженерної моделі наносупутника в Інституті імені Калмана (Бельгія) київських політехніків було запрошено до участі в Міжнародному проєкті QB50.
Вартість PolyITAN-1 склала приблизно в 100 тисяч доларів США, а запуск – 25 тисяч доларів США.

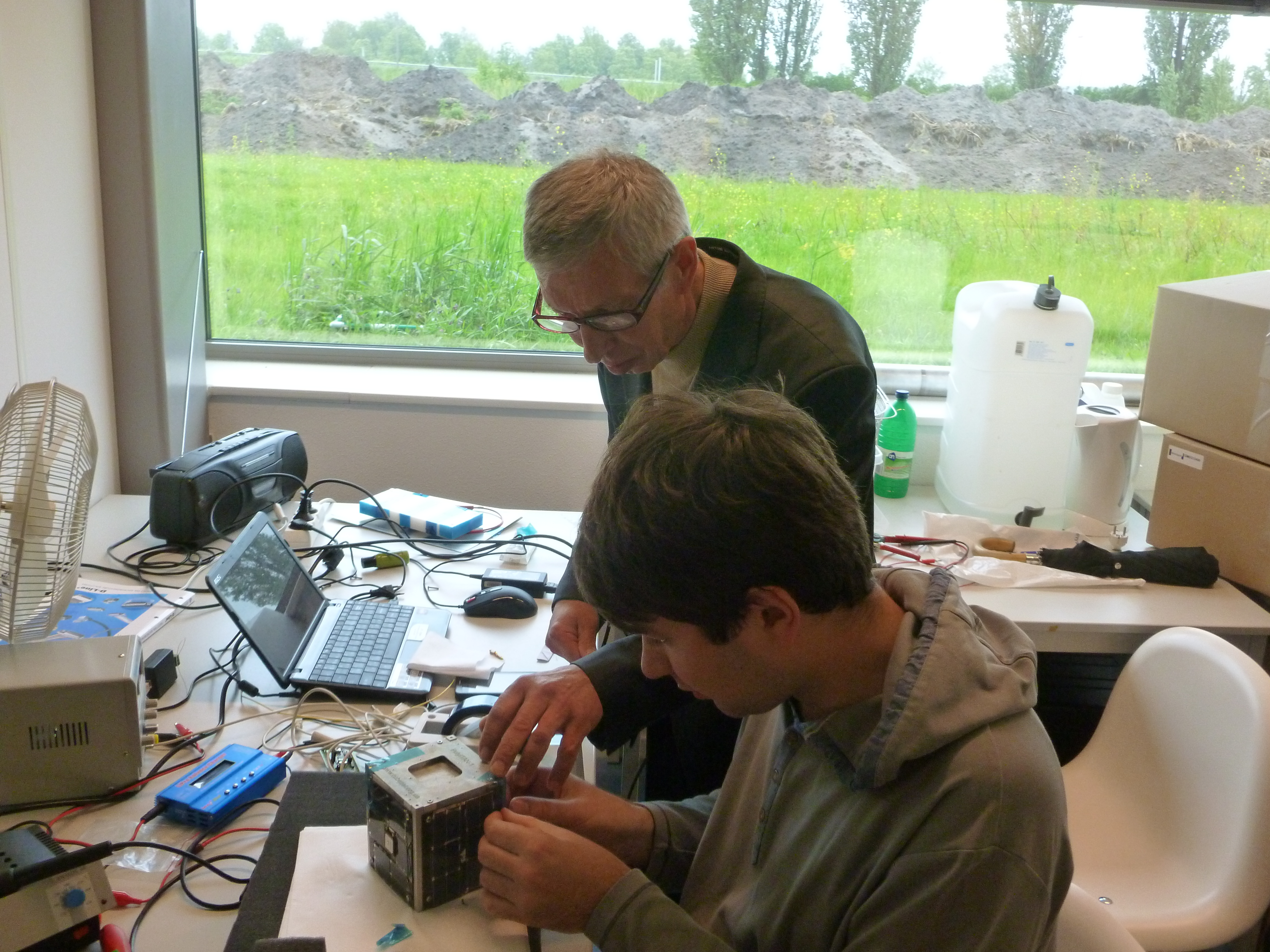
Фінальне налаштування супутника PolyITAN-1

## Завдання супутника
- Підготовка висококваліфікованих фахівців для ракетно-космічної галузі на основі нової сучасної елементної бази з широким залученням провідних фахівців ракетно-космічної галузі;
- Створення малогабаритної уніфікованої платформи класу наносупутник для проведення космічних досліджень, відпрацювання нових конструкторських, технологічних рішень та нової елементної бази з низькими енергетичними і високими інформаційними характеристиками, малими габаритами та малою вартістю для широкого класу корисного навантаження;
- Створення на базі уніфікованої платформи університетського наносупутника як основного інструменту лабораторного практикуму з управління малими космічними апаратами, приймання та обробки супутникової інформації;
- Створення наземної випробувальної інфраструктури на фактори космічного простору в НТУУ «КПІ»;
- Проведення космічного експерименту з відпрацювання в умовах космічного простору доступною для широкого кола споживачів нової елементної бази, матеріалів, нових приладів та нових конструктивних і технологічних рішень;
- Проведення експерименту з відпрацювання в умовах космічного простору сонячних батарей розроблених НТУУ «КПІ»;
- Дослідження впливу космічного простору на роботу електронних підсистем супутника;
- Дослідження функціонування систем GPS оригінальної конструкції.

## Конструкція
Наносупутник створено у форматі CubeSat з використанням процесора Cortex-M3, STM32F105. Вага супутника — близько 1 кг, розміри 10х10х10 сантиметрів. Активна розробка космічного апарата розпочалася у 2009 році. 
Конструкція забезпечує механічне з'єднання бортової апаратури та усіх елементів супутника в єдине ціле, монтаж кабельної мережі, зачековки, їх фіксацію на момент транспортування, виведення на орбіту та приведення в робочий стан на орбіті. Конструкція наносупутника складається з ферми, приладових панелей, сонячних панелей, елементів кріплення до адаптера ракетоносія, елементів кріплення та монтажу. Ферма являє собою єдину зварену конструкцію з габаритами 116х116х110 мм і складається з основної плити, верхнього обрамлення, а також силових поперечних елементів. Основна плита зроблена у вигляді квадратної фрезерованої плити розміром 140х140х6 мм. Для забезпечення необхідного теплового режиму та радіаційного захисту апаратури, розміщеної всередині корпусу, до відкритих сторін ферми кріпляться п'ять сонячних батарей. У конструкціях сонячних батарей застосовувалися кремнієві фотоперетворювачі з ККД 17,2-17,5%. Ці панелі виготовлені в НТУУ «КПІ». Сотопанельний каркас являє собою тришарову панель з полегшеним алюмінієвим стільниковим наповнювачем, двома вуглепластиковими обшивками та наклеєною діелектричною поліімідною плівкою (ППМ).

### Підсистеми
- Обробки даних
- Орієнтації та стабілізації
- Навігації та телеметрії
- Електропостачання
- Приймально-передавальна
- Міжсистемної кабельної мережі
- Конструкції (ферми та основної плити)

### Комунікаційна система
Для супутника була обрана система з використанням двох радіоканалів: один працює в ультракороткохвильовому діапазоні на частоті 437,675 МГц (довжина хвилі ~ 70 см) радіоаматорського діапазону (позивний супутника: EM0UKPI) і служить для передачі сигналу маяка в телеграфі (CW), а також телеметрії на швидкості 9600 біт/c, а інший для передачі даних в широкосмуговому діапазоні на частоті 2,4 ГГц (ISM-діапазон).
|                     | Чутливість | Потужність | Швидкість передачі |
| ------------------- | ---------- | ---------- | ------------------ |
| Частота 437,675 МГц | 116 dBm    | 33 dBm     | 9600 біт/с         |
| Частота 437,677 МГц | 116 dBm    | 33 dBm     | 9600 біт/с         |
| Частота 2,4 ГГц     | 116 dBm    | 30 dBm     | 500 кбіт/с         |

Усі модулі, розроблені при створенні цього апарата, можуть бути використані для цілої серії інших супутників. Для відстеження польоту космічного апарата і проведення запланованих досліджень в університеті створено центр з необхідним випробувальним обладнанням.

### Система орієнтації
За датчиками магнітного поля, гіроскопу, відносно Сонця, а також залежно від режиму роботи наносупутника згідно з циклограмою, періодично розраховується поточна його орієнтація. Згідно з орієнтацією наносупутника розраховується й подається напруга на котушки орієнтації.

## Запуск
Запуск наносупутника PolyITAN-1 будо здійснено ракетою-носієм «Дніпро» 19 червня 2014 року, о 19:11:11 (UTC), з ШПУ № 13 майданчику № 370 пускової бази «Ясний» на території району «Домбровський» в Оренбурзькій області бойовими розрахунками РВСП на замовлення ЗАТ «Космотрас». Ракета-носій відправила на орбіту також 33 супутники, створені вченими 17 країн світу, серед яких — платформа з пусковими контейнерами QuadPack, розробленими фірмою ISIS (м. Делфт, Нідерланди), в яких містилися університетські мікросупутники. За 16 хвилин після старту всі вони успішно від'єдналися від третьої ступені та вийшли на задані орбіти. PolyITAN-1 зможе пробути на висоті 650-710 км кілька років.

## Експлуатація
Місія PolyITAN-1 передбачала термін експлуатації супутника максимум 1 рік.
- У травні 2017, супутник працював у штатному режимі понад 2 роки[16][17]. Того ж місяця було запущено PolyITAN-2-SAU — другий супутник КПІ[18][19][20].
- У вересні 2019, супутник працював у штатному режимі 4 роки[21][22]. Того ж року зійшов з орбіти PolyITAN-2-SAU після 2 років експлуатації[23].
- У січні 2020, супутник працював у штатному режимі через понад 5 років з моменту запуску, і був єдиним який продовжував працювати серед усієї партії зі 33 супутників запущених 19 червня 2014[24].
- У квітні 2021, супутник працював у штатному режимі[25][2].|                                                            | PolyITAN-1 мав передавати на Землю телеметричні дані: внутрішню температуру, заряд батарей, положення стосовно Землі тощо. |
| — Євген Коваленко, https://iat.kpi.ua/2021/04/09/polyitan/ | |
- У січні 2022, супутник працював у штатному режимі[26].
- У квітні 2023, супутник працював у штатному режимі[27] і з нагоди Дня космонавтики діючий прототип супутника PolyITAN-1[28] було передано у Музей КПІ[29]. Того ж року було запущено PolyITAN-HP-30 — третій супутник КПІ[30][31][32][33].
- У 2024, супутник працював у штатному режимі 10 рік[34][35], а в КПІ продовжувалася робота над супутниками PolyITAN-3-PUT та PolyITAN-12U[36].
- У березні 2025, супутник працював у штатному режимі вже понад 10 років[37].|                                                                                                                                                                   | — Які завдання PolyITAN вже 10 років виконує? — Вони у нього дуже спрощені, це була пробна версія, але сигнали він передає. Це важливий момент, бо дозволяє відтестувати радіосигнали. |
| — Анатолій Мельниченко, ректор КПІ ім. Ігоря Сікорського, https://www.ukrinform.ua/rubric-society/3976552-anatolij-melnicenko-rektor-kpi-im-igora-sikorskogo.html | |

### Орбіта
Дані TLE орбіти супутника на 19 червня 2025 (для перегляду в програмі Gpredict, застосунку Look4sat, тощо):
```
POLYITAN-1
1 40042U 14033AJ  25169.72355975  .00011232  00000-0  54203-3 0  9993
2 40042  98.1030 160.6855 0008802 339.1980  20.8893 15.18838334598685

```

### Телеметрія
Аудіозапис передачі телеметрії 19 червня 2025 на частоті 437,675 МГц та закодовані дані у шістнадцятковому представленні:
```
00 32 69 A7 8B 88 38 EF EA 08 C1 11 B9 E4 9D EB 19 7C 13 C1 93 75 BA 0A A5 8A A2 7F 64 C9 63 D6 71 E6 3A 12 03 96 5D 2B D7 69 EC 39 CB 17 53 98 8D FE B2 5A 93 1E 49 C8 A5 9E 47 25 0F 55 D1 29 30 84 CC 22 95 8C C7 6E 0F
```